# Aspalathus ericifolia
Aspalathus ericifolia är en ärtväxtart som beskrevs av Carl von Linné. Aspalathus ericifolia ingår i släktet Aspalathus och familjen ärtväxter.

## Underarter
Arten delas in i följande underarter:
- A. e. ericifolia
- A. e. minuta
- A. e. puberula
- A. e. pusilla

## Bildgalleri

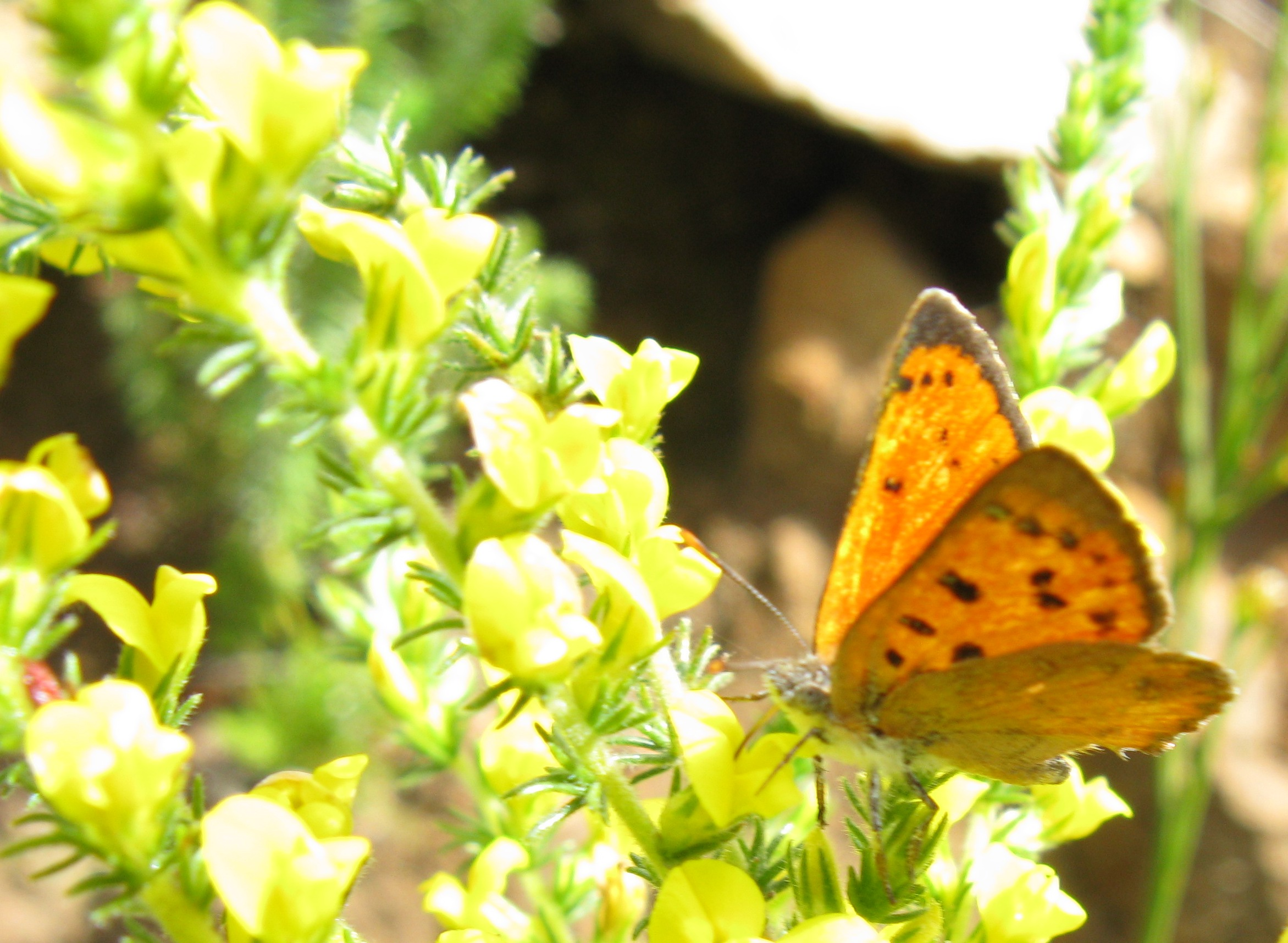
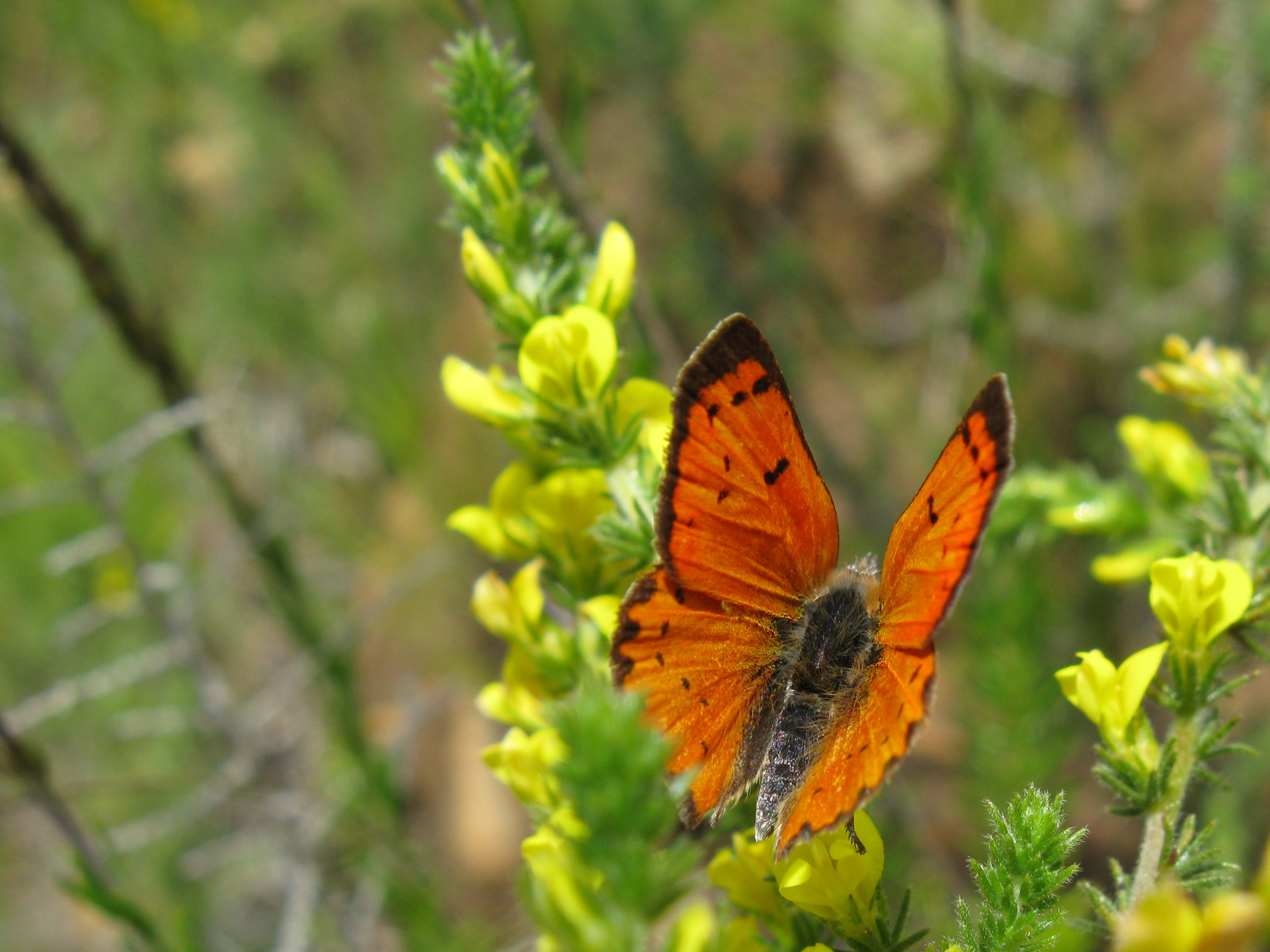
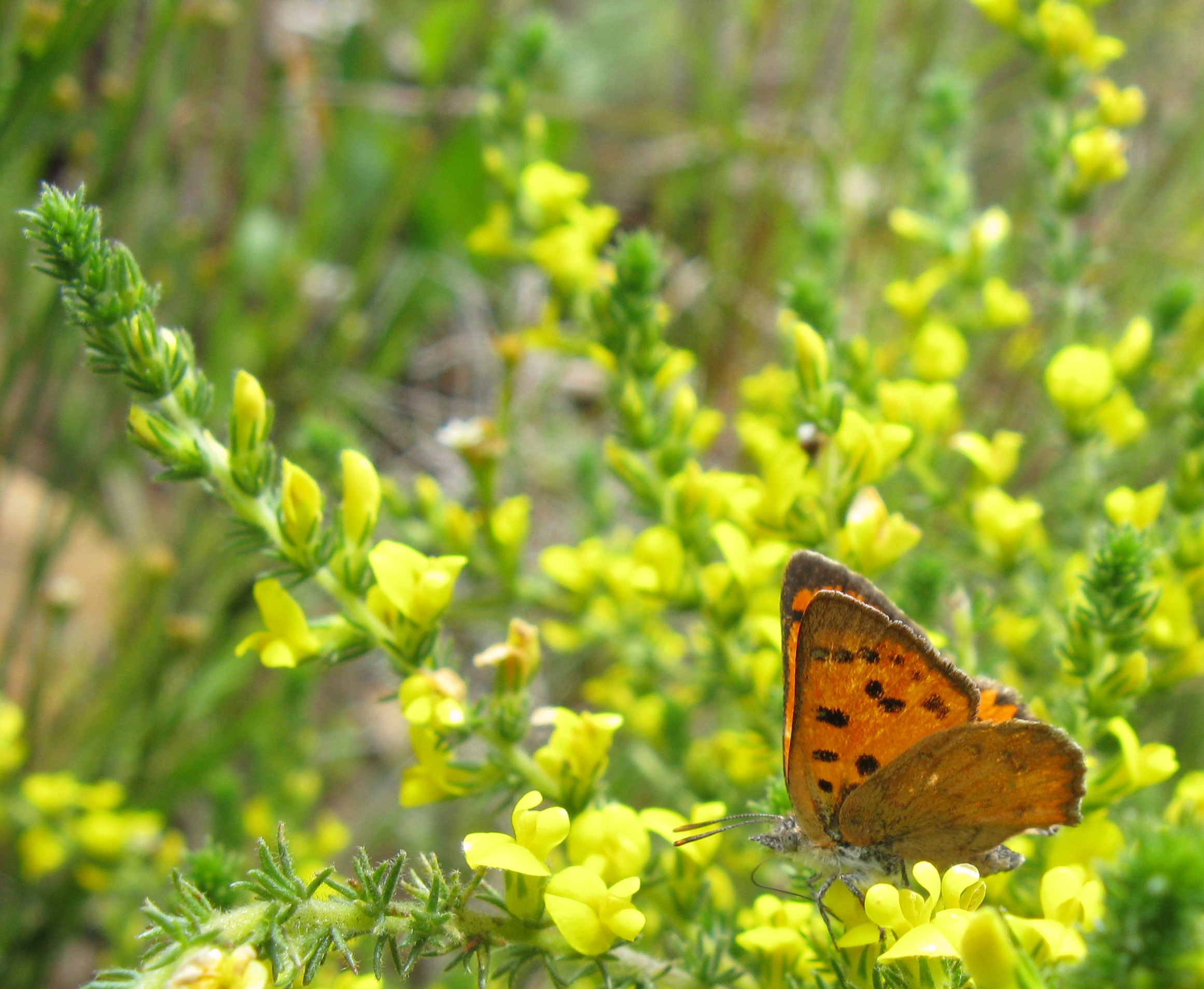